# Dobrudža

Dobrudža (zeleně) na mapě Evropy s Rumunskem a Bulharskem (světle zeleně).

Dobrudža (rumunsky Dobrogea, bulharsky Добруджа), je historické území o rozloze 23 100 km² rozdělené dnes mezi Rumunsko a Bulharsko. Je to území mezi dolním tokem Dunaje a Černým mořem, jehož součástí je i delta Dunaje a rumunské pobřeží. Dělí se na Severní Dobrudžu (rumunsky Dobrogea), která je součástí Rumunska a Jižní Dobrudžu (rumunsky Cadrilater), náležející Bulharsku.
Rumunský region Severní Dobrudža zahrnuje župy Constanța a Tulcea. Má rozlohu 15 500 km² a něco přes jeden milion obyvatel. Nejdůležitějšími městy jsou Constanța, Tulcea, Medgidia, a Mangalia.
Bulharský region Jižní Dobrudža, jenž je rozdělen mezi Dobričskou a Silisterskou oblast, má rozlohu 7 565 km² a 350 000 obyvatel. Nejdůležitějšími městy jsou Dobrič a Silistra.

## Znak

Znak rumunské Dobrudži

Dobrudža má ve znaku dva proti sobě stojící zlaté delfíny (orientované hlavou dolů) na modrém poli. Tento znak se objevuje, spolu se symboly dalších 4 rumunských historických zemí, ve státním znaku Rumunska.

## Historický přehled

### Starověk

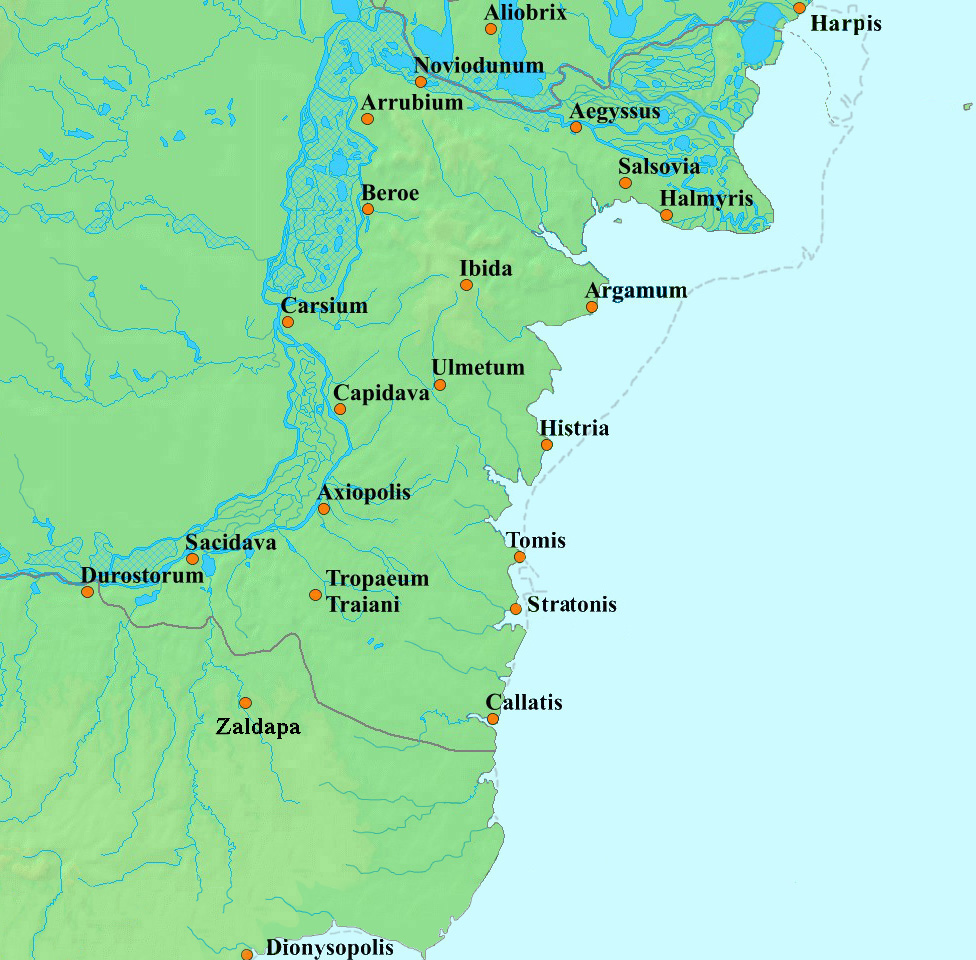
Antická sídla v Dobrudži

Oblast byla původně osídlena thráckými Geto-Dáky. V 7. a 6. století před Kr. zde vzniklo několik řeckých kolonií, jako například Tomis (dnešní Constanța), Histria, Callatis, Dionysopolis, a Olbia, které sloužily pro obchodování s místním obyvatelstvem.
Roku 480 před Kr. obsadili území od jihu Thrákové. Roku 339 před Kr. území dobyl Alexandr Veliký a připojil je k Makedonii, ale po jeho smrti makedonská moc rychle slábla. Getský král Dromichaetes v letech 300 a 292 před Kr. úspěšně bránil Dobrudžu proti Lysimachovi, makedonskému králi Thrákie.
Ve 3. století před Kr. území ovládli Skythové, a po nich roku 46 n. l. Římané, kteří ji označovali jako Malá Skythie a začlenili ji do provincie Moesie. Římané rozpoznali strategický význam území, na jehož ochranu zde vybudovali Trajánův val, dvojité opevnění táhnoucí se od Constanțy na pobřeží Černého moře k Dunaji.

### Středověk

Dobrudža okolo roku 1390 jako součást Valašského knížectví

Koncem 7. století území dobyli Protobulhaři a začlenili je do středověkého Bulharského státu. Drastar (původně římské město Durustorum se poté v letech 919-972 stal sídlem bulharského patriarchy. Město Malak Preslavec (rusky Perejaslavec), situované u ústí Dunaje poblíž dnešního města Tulcea, bylo důležitým politickým a obchodním centrem První bulharské říše. V letech 968–972 během válek knížete Svjatoslava I. s Bulharskem a Byzantskou říší sloužilo krátce jako hlavní město Kyjevské Rusi.
Kolem roku 1000 celé území spolu se severovýchodním Bulharskem obsadila Byzantská říše. Během následujících dvou století byzantské vlády Dobrudža těžce trpěla pod nájezdy Pečeněhů, Kumánů a dalších turkických kmenů. Některé z nich se zde usadili, čímž položili základ pro vznik moderní gagauzské populace v Moldavsku a na Ukrajině. Oblast těžce trpěla pod nájezdy Tatarů v polovině a pak na konci 13. století, které zdecimovaly zdejší populaci. Bulharsku se podařilo znovu získat Dobrudžu po odtržení od Byzance roku 1185 a udrželo si ji s přestávkou, od poloviny 14. století do roku 1390. Tehdy zde díky rozvolnění celistvosti Bulharska existoval feudální celek zvaný Dobrotičova země – Terra Dobrodici, nazvaný podle bulharského knížete Dobrotiče (buď bulharského nebo valašského původu). Začal se vytvářet již za jeho otce s centrem v jižní Dobrudži. Pak se Dobrudža dostala pod vliv valašského knížete Mircey Staršího až do roku 1411. Od roku 1391 pronikali do oblasti Turci, kteří ji roku 1411 okupovali a začlenili do Osmanské říše.

### Novověk

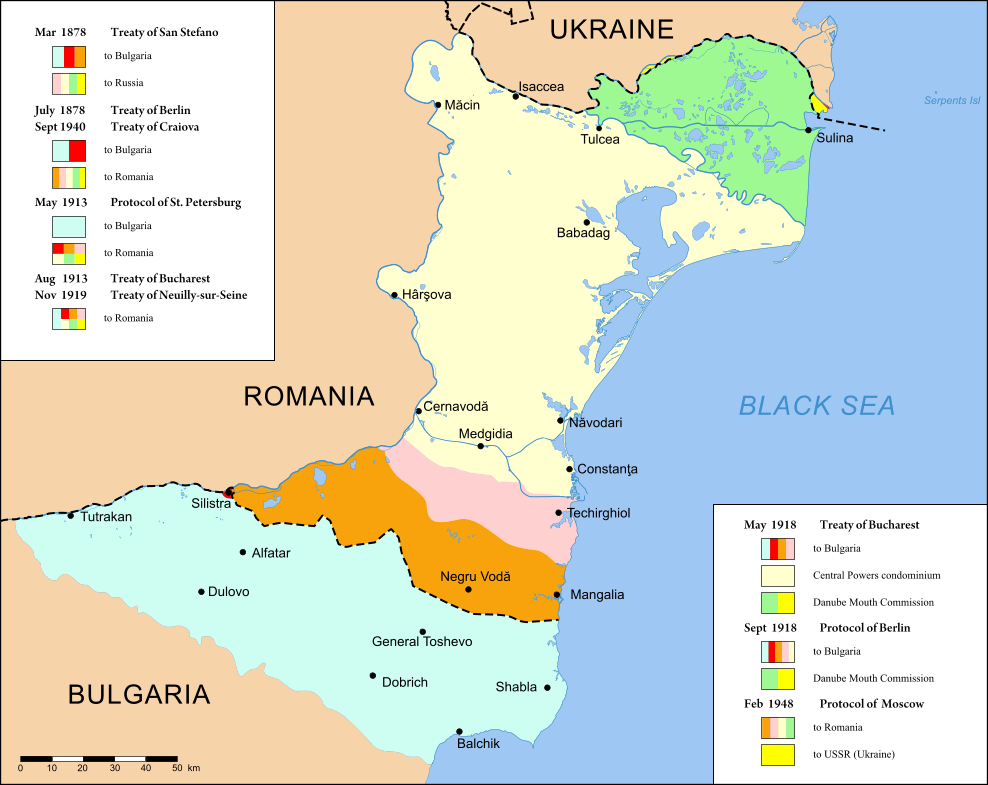
Územní změny od roku 1878

Následující staletí turecké nadvlády způsobila, že se zde usadilo mnoho Turků, zatímco se křesťanská populace Bulharů a Gagauzů vystěhovala do Valašska a později na konci 19. a začátku 20. století do tehdy ruské Besarábie. V rámci úsilí turecké vlády podporovat muslimský prvek ve svých evropských provinciích, se zde v 60. letech 19. století usadilo 30 až 40 tisíc Krymských Tatarů. V důsledku těchto populačních změn měl region v době svého připojení k Rumunsku roku 1878, zvláště pak jeho severní část extrémně různorodé demografické složení.
Na území Jižní Dobrudže se vyskytovala pestrá směs Bulharů, Turků, Krymských Tatarů, Rumunů, Lipovanských Rusů, Gagauzů a Romů.
Celá Dobrudža byla součástí Osmanské říše až do roku 1878, kdy podle Berlínského míru získalo Severní Dobrudžu Rumunsko, jako náhradu za Besarábii postoupenou Rusku, zatímco Bulharsko získalo menší Jižní Dobrudžu (obývanou převážně Turky, Tatary a Bulhary). V květnu 1913 získalo Rumunsko na Petrohradské konferenci město Silistra a území v okruhu 3 km. Nedlouho poté v srpnu stejného roku po prohrané druhé balkánské válce ztratilo Bulharsko Jižní Dobrudžu Bukurešťskou smlouvou ve prospěch Rumunska. Hned po vstupu Rumunska do první světové války v srpnu 1916 zahájilo Bulharsko útok do rumunské části Dobrudže. Na pomoci rumunským oddílům byla z Ruska vyslána také 1. srbská dobrovolnická divize, v jejíž řadách sloužilo několik stovek československých dobrovolníků. Bukurešťskou mírovou smlouvou v roce 1918 ztratilo Rumunsko jižní Dobrudžu společně s nejjižnější částí severní Dobrudži (zhruba po linii Agigea–Murfatlar–Cochirleni). Zbytek severní Dobrudži až po jižní rameno delty Dunaje se stal kondominiem Ústředních mocností.
Po porážce Ústředních mocností získalo smlouvou z Neuilly v roce 1919 celou Dobrudžu zpět Rumunsko.
V září 1940 bylo Rumunsko Craiovskou smlouvou vynucenou za asistence nacistického Německa, nuceno vrátit Jižní Dobrudžu Bulharsku. Součástí dohody byla i vynucená populační výměna mezi oběma státy. Rumuni museli opustit Jižní Dobrudžu, a Bulhaři zase Severní Dobrudžu. Pařížská mírová smlouva z roku 1947 pak potvrdila rozdělení oblasti z roku 1940, které je dosud v platnosti.

## Etnické složení

### Severní Dobrudža
| Národnost | 1878            | 1880          | 1899           | 1913             | 1930             | 1956             | 1977             | 1992             | 2002             | 2011             |
| --------- | --------------- | ------------- | -------------- | ---------------- | ---------------- | ---------------- | ---------------- | ---------------- | ---------------- | ---------------- |
| Celkem    | 225 692         | 139 671       | 258 242        | 380 430          | 437 131          | 593 659          | 863 348          | 1 019 766        | 971 643          | 897 165          |
| Rumuni    | 46 504 (21 %)   | 43 671 (31 %) | 118 919 (46 %) | 216 425 (56,8 %) | 282 844 (64,7 %) | 514 331 (86,6 %) | 784 934 (90,9 %) | 926 608 (90,8 %) | 883 620 (90,9 %) | 751 250 (83,7 %) |
| Bulhaři   | 30 177 (13,3 %) | 24 915 (17 %) | 38 439 (14 %)  | 51 149 (13,4 %)  | 42 070 (9,6 %)   | 749 (0,13 %)     | 415 (0,05 %)     | 311 (0,03 %)     | 135 (0,01 %)     | 58 (0,01 %)      |
| Turci     | 48 783 (21,6 %) | 18 624 (13 %) | 12 146 (4 %)   | 20 092 (5,3 %)   | 21 748 (5 %)     | 11 994 (2 %)     | 21 666 (2,5 %)   | 27 685 (2,7 %)   | 27 580 (2,8 %)   | 22 500 (2,5 %)   |
| Tataři    | 71 146 (31,5 %) | 29 476 (21 %) | 28 670 (11 %)  | 21 350 (5,6 %)   | 15 546 (3,6 %)   | 20 239 (3,4 %)   | 22 875 (2,65 %)  | 24 185 (2,4 %)   | 23 409 (2,4 %)   | 19 720 (2,2 %)   |
| Ukrajinci |                 | 455 (0,3 %)   | 13 680 (5 %)   | 33 (0,01 %)      | 7 025 (1,18 %)   | 2 639 (0,3 %)    | 4 101 (0,4 %)    | 1 465 (0,1 %)    | 1 177 (0,1 %)    | 1 177 (0,1 %)    |
| Němci     | 1 134 (0,5 %)   | 2 461 (1,7 %) | 8 566 (3 %)    | 7 697 (2 %)      | 12 023 (2,75 %)  | 735 (0,12 %)     | 648 (0,08 %)     | 677 (0,07 %)     | 398 (0,04 %)     | 166 (0,02 %)     |
| Řekové    | 3 480 (1,6 %)   | 4 015 (2,8 %) | 8 445 (3 %)    | 9 999 (2,6 %)    | 7 743 (1,8 %)    | 1 399 (0,24 %)   | 635 (0,07 %)     | 1 230 (0,12 %)   | 2 270 (0,23 %)   | 1 447 (0,16 %)   |
| Romové    |                 | 702 (0,5 %)   | 2 252 (0,87 %) | 3 263 (0,9 %)    | 3 831 (0,88 %)   | 1 176 (0,2 %)    | 378 (0,05 %)     | 5 983 (0,59 %)   | 8 295 (0,85 %)   | 11 977 (1,3 %)   |

### Jižní Dobrudža
| Národnost | 1910             | 1930             | 2001             | 2011             |
| --------- | ---------------- | ---------------- | ---------------- | ---------------- |
| Celkem    | 282 007          | 378 344          | 357 217          | 283 395          |
| Bulhaři   | 134 355 (47,6 %) | 143 209 (37,9 %) | 248 382 (69,5 %) | 192 698 (68 %)   |
| Turci     | 106 568 (37,8 %) | 129 025 (34,1 %) | 76 992 (21,6 %)  | 72 963 (25,75 %) |
| Romové    | 12 192 (4,3 %)   | 7 615 (2 %)      | 25 127 (7 %)     | 12 163 (4,29 %)  |
| Tataři    | 11 718 (4,2 %)   | 6 546 (1,7 %)    | 4 515 (1,3 %)    | 808 (0,29 %)     |
| Rumuni    | 6 348 (2,3 %)    | 77 728 (20,5 %)  | 591 (0,2 %)      | 947 (0,33 %)     |

## Galerie

Znak Dobrudži
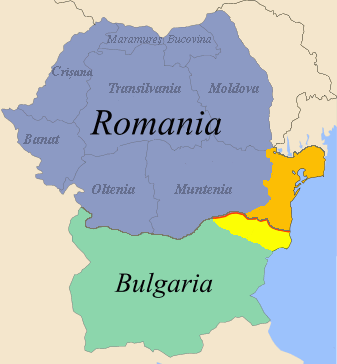
Mapa Rumunska s oranžově zvýrazněnou Severní Dobrudžou, a Bulharska se žlutě zvýrazněnou Jižní Dobrudžou
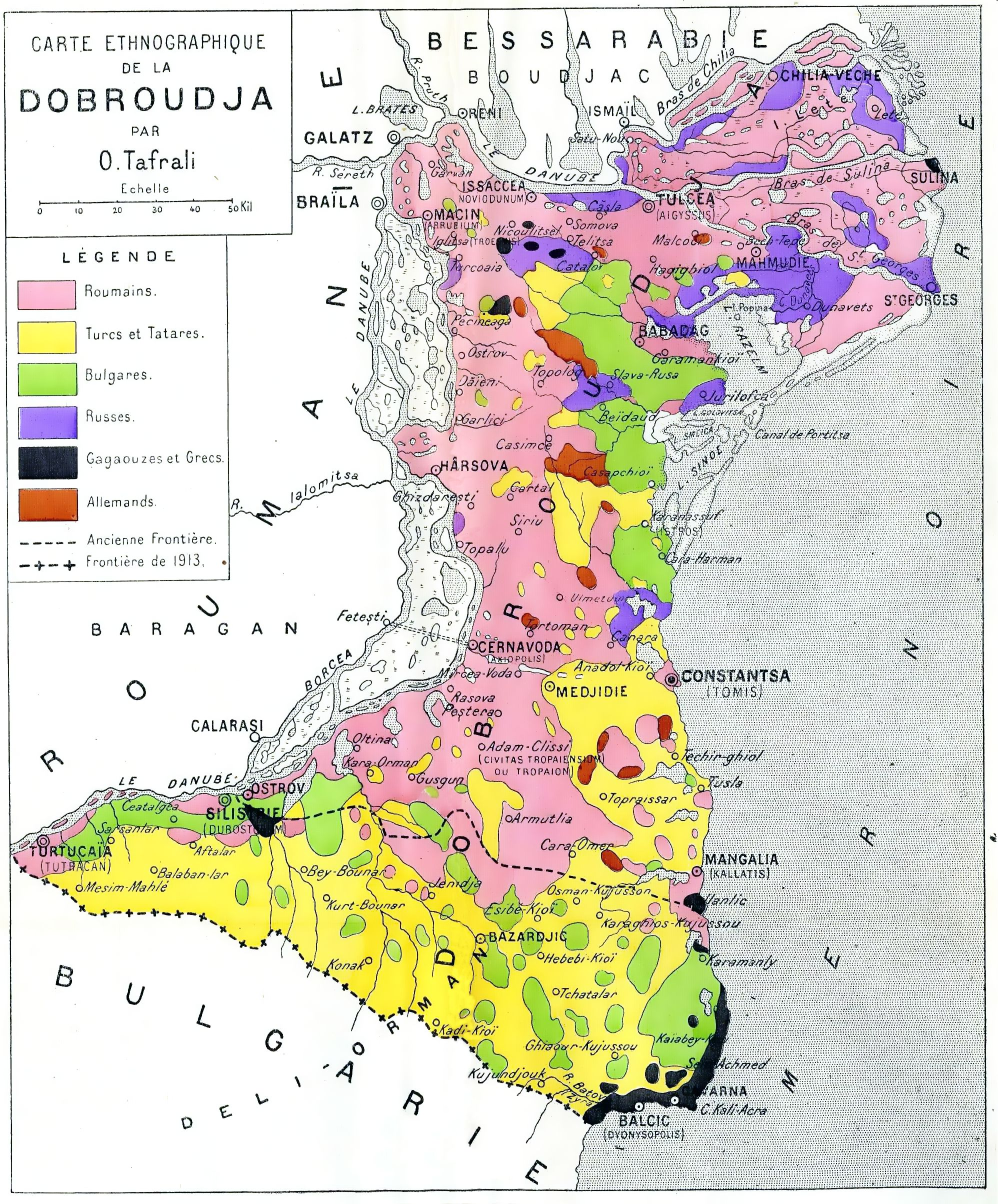
Etnické složení obyvatelstva v roce 1918